# Frances FitzGerald (periodista)
Frances FitzGerald (21 de octubre de 1940) es una periodista e historiadora estadounidense, conocida principalmente por Fire in the Lake: The Vietnamese and the Americans in Vietnam (Incendio en el lago: los vietnamitas y los estadounidenses en Vietnam) (1972), un relato de la guerra de Vietnam. Fue un bestseller que ganó el Premio Pulitzer, el Premio Bancroft y el National Book Award.

## Primeros años y educación
Frances FitzGerald nació en Nueva York, hija única de Desmond FitzGerald, abogado de Wall Street, y de Marietta Peabody, miembro de la alta sociedad. Su abuela fue una destacada activista del movimiento por los derechos civiles de los años sesenta, y desde muy pequeña FitzGerald conoció a una gran variedad de figuras políticas. Sus padres se divorciaron poco después de la Segunda Guerra Mundial. Desde 1950 hasta su muerte en 1967, su padre fue oficial de inteligencia de la Agencia Central de Inteligencia, llegando a ser director adjunto. Posteriormente, su madre se volvió a casar con Ronald Tree, periodista británico, inversor y diputado conservador; de ese matrimonio, Fitzgerald tiene una hermanastra, la modelo británica Penelope Tree.
De adolescente, FitzGerald escribió voluminosas cartas al gobernador Adlai Stevenson de Illinois, amante de su madre, en las que expresaba su opinión sobre muchos temas, reflejo de su profundo interés por los asuntos mundiales. Se graduó en la Foxcroft School de Middleburg, Virginia, y magna cum laude en el Radcliffe College, entonces un colegio femenino asociado a la Universidad de Harvard.

## Vida profesional
FitzGerald se hizo periodista, escribiendo inicialmente para la revista New York Herald Tribune. Fue a Vietnam del Sur en enero de 1966. Conoció al periodista del Washington Post Ward Just en una fiesta poco después de llegar a Saigón y comenzó una relación con él que continuó hasta que abandonó Vietnam del Sur en noviembre de 1966. Estableció una estrecha relación con Daniel Ellsberg, que trabajaba como oficial de inteligencia en la embajada de Estados Unidos. A diferencia de muchos de los periodistas masculinos, no informó sobre las últimas operaciones de combate, sino que se centró en los efectos de la guerra en la política y la sociedad survietnamitas. Su primer artículo, titulado «The Hopeful Americans & the Weightless Mr. Ky», se publicó en el Village Voice el 21 de abril de 1966. Investigó los efectos de la Operación Masher en la población civil survietnamita y siguió el levantamiento budista. Visitó repetidamente el pueblo de Duc Lap y entrevistó a sus habitantes para escribir «Vida y muerte de un pueblo vietnamita», que apareció en The New York Times Magazine el 4 de septiembre de 1966. Su último reportaje fue «Tras la fachada: la tragedia de Saigón», en el que describía las condiciones de los refugiados que habían buscado seguridad en la ciudad y se veían desbordados por sus inadecuadas infraestructuras y financiación.
A su regreso a Nueva York, el 28 de noviembre de 1966 asiste con su madre, su padrastro y su hermanastra Penelope Tree al Baile en Blanco y Negro de Truman Capote, que lanzó la carrera de modelo de Tree.

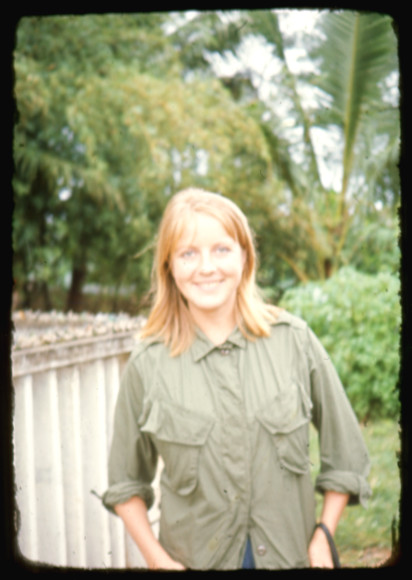
FitzGerald en Vietnam del Sur en 1966

A finales de junio de 1967 conoce a Just en París y ambos pasan julio y agosto escribiendo en el castillo de Glin, propiedad de su pariente lejano Desmond John Villiers FitzGerald, caballero de Glin. A finales de julio vuela a Washington para asistir al funeral de su padre y luego regresa a Glin. En octubre Just le envió una carta de cumpleaños avisándole de que se había casado. El libro de Just, To What End, escrito en Glin, no menciona a FitzGerald por su nombre.
En octubre de 1967 conoció a Paul Mus, profesor visitante en la Universidad de Princeton. El libro de Mus Sociologie d'une Guerre había servido de base para sus escritos sobre Vietnam. Mus se convirtió en su mentor hasta su muerte en 1969. En 1968 firmó un contrato con Atlantic Monthly Press para escribir un libro sobre los estadounidenses y Vietnam.
A finales de 1969 obtuvo una residencia en la MacDowell Colony e inició una relación con Alan Lelchuk, escritor residente. Al final de la residencia vivió con Lelchuk en Cambridge, Massachusetts, donde él trabajaba como profesor adjunto en la Universidad Brandeis.
Tras la muerte de Mus, John McAlister y Richard H. Solomon actuaron como asesores en el libro de FitzGerald. En enero de 1970 se reunió con Henry Kissinger para hablar de la política de Richard Nixon en Vietnam. Más tarde, en 1970, recibió la visita de Daniel Ellsberg, que le habló de sus dudas sobre la guerra. En junio de 1971 entregó el manuscrito terminado a sus editores.
Regresó a Saigón en septiembre de 1971 y allí comenzó una relación con Kevin Buckley, jefe de la oficina de Newsweek en Saigón.
Su libro Fire in the Lake: The Vietnamese and the Americans in Vietnam (Incendio en el lago: los vietnamitas y los estadounidenses en Vietnam) se publicó por entregas en cinco partes en The New Yorker, en su recién creada serie «Annals of War» (Anales de la guerra), a partir de julio de 1972, lo que le valió un Premio Especial de Primera Página. Fire in the Lake (Fuego en el lago) fue muy aclamado cuando se publicó en agosto de 1972 y ganó el Premio Pulitzer 1973 de No Ficción General, el Premio Bancroft de Historia y el National Book Award in Contemporary Affairs (Premio Nacional del Libro de Asuntos Contemporáneos). El libro advertía de que Estados Unidos no comprendía la historia y la cultura de Vietnam y alertaba sobre la implicación estadounidense en el país.
Regresó a Vietnam del Sur a principios de 1974, un año después de la firma de los Acuerdos de Paz de París, y cruzó en dos ocasiones el territorio controlado por el Vietcong, escribiendo artículos para The New York Times y el Atlantic Monthly. Viajó a Hanoi a finales de 1974 y permaneció en Vietnam del Norte hasta principios de enero de 1975, escribiendo un artículo de 23 páginas para el New Yorker.
FitzGerald ha seguido escribiendo sobre historia y cultura: entre sus libros publicados figuran America Revised (1979), una revisión muy crítica de los libros de texto de historia publicados en Estados Unidos; Cities on a Hill (1987), un análisis de la historia urbana de Estados Unidos comparada con los ideales; Way Out There in the Blue: Reagan, Star Wars and the End of the Cold War (2000), finalista del Premio Pulitzer; y Vietnam: Spirits of the Earth (2002).
En 1987, FitzGerald recibió el Golden Plate Award de la American Academy of Achievement, entregado por el miembro del Consejo de Premios Robert K. Massie.
Su libro Cities on a Hill incluye un capítulo sobre Rajneeshpuram, cuyo auge y caída en la década de 1980 en Oregón es el tema del documental Wild Wild Country.
Su libro The Evangelicals: The Struggle to Shape America, publicado en 2017, es una historia del movimiento evangélico, sus figuras centrales y su influencia de largo alcance en la historia, la política y la cultura estadounidenses. The Evangelicals fue preseleccionado para el Premio Nacional del Libro 2017 de no ficción.
FitzGerald también ha escrito numerosos artículos, que se han publicado en The New Yorker, New York Review of Books, The New York Times Magazine, Esquire, Architectural Digest y Rolling Stone. Su libro «Rewriting American history» se publicó en The Norton Reader. Es miembro de los consejos editoriales de las revistas The Nation y Foreign Policy. También es vicepresidenta de PEN Internacional.

## Vida personal
FitzGerald está casada con James P. Sterba, antiguo redactor de The Wall Street Journal. Viven en Nueva York y Maine. Sterba incluyó a este último en su libro de 2003 Frankie's Place: Una historia de amor.

## Libros
- FitzGerald, F. (1972), Fire in the Lake: The Vietnamese and the Americans in Vietnam
- FitzGerald, F. (1979), America Revised
- FitzGerald, F. (1986), Cities on a Hill: A Journey through Contemporary American Cultures
- FitzGerald, F. (2000), Way Out There in the Blue: Reagan, Star wars and the End of the Cold War
- FitzGerald, F. (2001), Vietnam: Spirits of the Earth
- FitzGerald, F. (2017), The Evangelicals: The Struggle to Shape America